# Убийца в спальном вагоне (фильм)
«Убийца в спальном вагоне» — кинофильм режиссёра Коста-Гавраса, вышедший на экраны в 1965 году. Экранизация одноимённого романа Себастьяна Жапризо. Лента получила премию Национального совета кинокритиков США за лучший иностранный фильм, а также была номинирована на премию Эдгара Аллана По.

## Сюжет
Молодой парень Даниэль путешествует в Париж на поезде без билета. Прячась в туалете от кондуктора, он знакомится с девушкой Бэмби, которая приглашает его переночевать в купе, в котором она едет, поскольку одна из полок этого купе пустует. Между ними возникает романтическое чувство. Утром пассажиры покидают купе, не замечая, что одна из пассажирок, некая Жоржетт Тома, мертва. Полиция в лице комиссара Грациани и его помощника Жан-Лу начинает расследование, но для этого им нужно разыскать оставшихся пятерых пассажиров, которые ехали в купе вместе с убитой.
Получив список пассажиров купе, полиция считает главным подозреваемым 40-летнего офисного служащего Рене Кабура, который одержим похотью и ранее уже привлекался к ответственности из-за того, что не мог контролировать свои плотские инстинкты. Он действительно увлёкся Жоржетт в поезде, немного приставал к ней и подглядывал за тем, как она шевелит ногами на своей спальной полке. Но не меньший интерес полиции вызывает бывший любовник убитой — Боб Васки, эксцентричный и неуравновешенный мужчина. Также полиция ищет мадам Гароди, которая должна была ехать в том купе шестой.
В Париже Бэмби, которая поселилась на квартире своей кузины, приглашает Даниэля пожить с нею, и между ними начинаются серьёзные отношения. Даниэль рассказывает Бэмби, что он убежал от родителей, что он беден, и у него даже нет сменного белья. Неожиданно Даниэль находит среди своих вещей бумажник одной из пассажирок того купе, стареющей актрисы Элиан Дарре, которая со своей собачкой возвращалась со съёмок телесериала. Бумажник попал в его чемодан случайно, когда он залезал в темноте на свободную полку, и его чемодан раскрылся. Даниэль и Бэмби решают найти актрису и вернуть ей её бумажник, но на лестнице в её подъезде их опережает полиция, которая прибыла, чтобы допросить Элиан. Молодые люди решают повременить и, спрятавшись поблизости, видят, как из квартиры актрисы тайком выбирается её любовник Эрик, молодой врач-ветеринар.
Тем временем кто-то начинает убивать всех пассажиров, которые ехали в том самом купе. Первой жертвой убийцы становится Рене Кабур, который получает две пули в голову в туалете спортивного комплекса, где проводились боксёрские поединки. Затем в лифте своего подъезда была застрелена Элиан Дарре, а позднее вечером неподалёку от своего жилья шестью выстрелами был убит примерный семьянин Риволани. Убийца в своих действиях явно опережает полицию, и в итоге единственной выжившей пассажиркой купе остаётся Бэмби. Полиция допрашивает Эрика, но у него стопроцентное алиби. Даниэль также находит место жительства Эрика и опускает бумажник актрисы в его почтовый ящик, поскольку в бумажнике лежит также письмо Элиан, которое она написала своему возлюбленному в поезде, но так и не отправила.
Следствие запутывается ещё сильнее, когда, копаясь в прошлом убитой Жоржетт Тома, полиция выясняет, что у неё были многочисленные интимные связи, и Боб Васки — не единственный её любовник. В кассе Центрального вокзала Жоржетт Тома купила одному из своих ухажёров билет на парижскую лотерею за 700 франков. Инспектор полагает, что билет мог быть супер-выигрышным, и Жоржетт могли убить из-за денег. Затем полиция находит мадам Гароди, которая отсутствовала в поезде. Женщина призналась, что на вокзале у неё выкупил билет высокий мужчина лет 30. Также следователи узнают, что у мадам Дарре был план уехать с Эриком в Южную Африку, где он планировал купить ферму и открыть лабораторию для помощи больным животным. Для этой цели она недавно перевела на его счёт 6 млн франков.
На следующее утро Бэмби уходит на работу, а оставшийся в её квартире Даниэль замечает двух мужчин, поднимающихся по лестнице и шёпотом переговаривающихся, как им лучше убить девушку: отравить ядом или утопить в ванне. Он немедленно звонит Бэмби на работу и советует ей спрятаться в одной из гостиниц под вымышленным именем, а затем звонит в полицию и сообщает об этом инспектору Жан-Лу. Через какое-то время полиция врывается в гостиницу, находит Бэмби и берёт её под охрану. В соседнем номере с ней инспектор Грациани обнаруживает Эрика, который признаётся, что помогал убийце, который втянул его в это дело. Всё было спланировано с целью убить актрису Дарре и получить её деньги. План убийцы был следующий: убить в поезде какую-нибудь жертву, которая ехала в одном купе с актрисой, а затем убивать всех остальных, якобы устраняя свидетелей, в том числе и Дарре.
В последний момент инспектор Грациани и Бэмби понимают, кто настоящий убийца, и что следующим трупом может стать Даниэль…

## В главных ролях
- Ив Монтан — инспектор Грациани
- Клод Манн — инспектор Жан-Лу
- Пьер Монд — комиссар Таркен
- Жак Перрен — Даниэль
- Катрин Аллегре — Бэмби (Бенжамин Бомба), пассажирка купе, полка средняя слева
- Таня Лопер — мадам Гароди, отсутствовавшая пассажирка купе, полка верхняя слева
- Мишель Пикколи — Рене Кабур, пассажир купе, полка нижняя слева
- Поль Павель — Риволани, пассажир купе, полка верхняя справа
- Паскаль Робертс — Жоржетт Тома, убитая пассажирка купе, полка средняя справа
- Симона Синьоре — актриса Элиан Дарре, пассажирка купе, полка нижняя справа
- Жан-Луи Трентиньян — Эрик Гранден, любовник Элиан Дарре
- Шарль Деннер — Боб Васки, любовник Жоржетт Тома
- Франсуаза Арнуль – работница ветеринарной школы